# Entophlyctis bulbigera
Entophlyctis bulbigera är en svampart som först beskrevs av Friederich Wilhelm Zopf, och fick sitt nu gällande namn av A. Fisch. 1892. Entophlyctis bulbigera ingår i släktet Entophlyctis och familjen Endochytriaceae.   Inga underarter finns listade i Catalogue of Life.